# (24818) Menichelli
(24818) Menichelli (1994 WX) – planetoida z pasa głównego asteroid okrążająca Słońce w ciągu 5,67 lat w średniej odległości 3,18 j.a. Odkryta 23 listopada 1994 roku.